# Linha de Limite Norte

Linha de Limite Norte

A Linha de Limite Norte (LLN) é uma contestada linha de demarcação marítima no Mar Amarelo entre Coreia do Norte e Coreia do Sul. Foi estabelecida unilateralmente pelas forças militares das Nações Unidas lideradas pelos EUA em agosto de 1953, após o Comando Militar da ONU e a Coreia do Norte não terem conseguido chegar a um acordo. A linha não é reconhecida oficialmente pela Coreia do Norte. Em particular, não está incluída no Acordo de Armistício de 1953 entre os dois estados.
A linha corre entre a porção continental da Província de Gyeonggi — que tinha sido parte da Hwanghae antes de 1945 — e as ilhas off-shore adjacentes, a maior delas sendo Baengnyeong. Como um resultado, a porção continental voltou ao controle norte-coreano, enquanto as ilhas permaneceram como parte da Coreia do Sul. Desde 1999, a Coreia do Norte reivindica uma linha de demarcação militar marítima mais ao sul, que faria das ilhas uma parte da Coreia do Norte também. Rixas entre navios das Coreias do Norte e do Sul muitas vezes ocorrem nessa área, e essa questão surge periodicamente durante suas conversações.